# Dennis Hayden
Dennis Hayden (* 7. April 1952 in Girard, Kansas) ist ein US-amerikanischer Schauspieler.

## Leben
Hayden wuchs zusammen mit fünf weiteren Geschwistern auf einer Farm in Kansas auf. Zunächst machte er sich als Footballspieler des Fort Scott Junior College einen Namen. Mit neunzehn Jahren jedoch beschloss er, sich der Schauspielerei zuzuwenden.
In bekannten Actionfilmen wie Action Jackson, Und wieder 48 Stunden und Stirb langsam war er in kleineren Rollen zu sehen.

## Filmografie
- 1985: Tomboy
- 1986: Murphy’s Law
- 1986: Jo Jo Dancer – Dein Leben ruft (Jo Jo Dancer, Your Life Is Calling)
- 1987: Blondinen sterben früher (Slam Dance)
- 1988: Action Jackson
- 1988: Stirb langsam
- 1990: Und wieder 48 Stunden
- 1993: Midnight Witness
- 1994: One Man Army
- 1995: Fatal Choise
- 1995: The Random Factor
- 1995: Wild Bill
- 1996: Beyond Desire
- 1997: George B.
- 1997: Wes Craven’s Wishmaster
- 1998: Der Mann in der eisernen Maske
- 2000: Stageghost
- 2001: Knight Club
- 2001: Echos of Enlightenment
- 2002: Sniper 2
- 2003: The Negative Pick-Up
- 2003: The Libarians
- 2005: Purple Heart
- 2007: Light Years Away
- 2007: Carts
- 2008: Trucker
- 2009: Dead in Love
- 2009: A Way with Murder
- 2009: Die Jagd zum magischen Berg